# Asociación de Municipalidades del Perú
La Asociación de Municipalidades del Perú (AMPE) es un organismo público fundado en 1982 encargado de la coordinación entre las municipalidades (ayuntamientos) provinciales, distritales y delegadas de centros poblados de todo el país, así como de la prestación de servicios de ámbito local en sus respectivas jurisdicciones. Se constituyen como personas jurídicas de derecho público con autonomía política, económica y administrativa en los asuntos de su competencia. En la AMPE, cada municipalidad es representada por su alcalde.
De acuerdo con el ordenamiento jurídico peruano, corresponden al gobierno de nivel local.
Su actual Presidente es el ingeniero Dennys Cuba Rivera, alcalde de la provincia de Huancayo para el periodo 2023 - 2026.

## Clasificación
Según la Ley Orgánica de Municipalidades, éstas se clasifican:
- Municipalidades provinciales
- Municipalidades distritales

El citado documento señala además dos tipos especiales de municipalidades:
- Municipalidad Metropolitana de Lima
- Municipalidades fronterizas

Como adenda, aquellas municipalidades rurales (es decir, cuyo cercado tenga una población urbana menor al 50% del total) reciben apoyos diferenciados.

## Estructura
El Concejo, compuesto por el alcalde y los regidores, es el ente normativo y fiscalizador. La Alcaldía, en cambio, es el organismo ejecutor.
Los órganos de coordinación:
- El Concejo de coordinación local (provincial o distrital)
- Las Juntas de delegados vecinales

Estructura orgánica administrativa está compuesta por: la gerencia municipal, el órgano de auditoría interna, la procuradoría pública municipal, la oficina de asesoría jurídica y la oficina de planeamiento y presupuesto.

## Elección de autoridades
La elección de los alcaldes y regidores se realiza por sufragio universal para un periodo de cuatro años, desde el año 1998, anteriormente desde el año 1980 se elegía por un período de tres años. El número de regidores es definido por el Jurado Nacional de Elecciones de acuerdo a la Ley de Elecciones Municipalidades concordante con la Constitución del Perú.

### Presidentes de la AMPE
- Eduardo Orrego Villacorta (1982-1984), primer presidente[1]
- Arturo Castillo Chirinos (1993-1995)
- Luis Guerrero Figueroa (1996-1999)
- Guzmán Aguirre Altamirano (1999-2002)
- Francisca Izquierdo Negrón (2000-2002)
- Juan Sotomayor (2003-2006)
- César Acuña (2007-2014)[3]
- Óscar Benavides Majino (2015-2018)[3]
- Álvaro Paz de la Barra (2019-2020)[4]
- Marcos Gasco Arrobas (2022-2023)
- Dennys Cuba Rivera (2023-2026)

### Salarios
Según el Decreto Supremo N° 413-2019-EF, el salario de un burgomaestre se basa en una escala que comprende entre S/ 2600 a S/ 13.260. Los regidores reciben una dieta.